# Шартран, Ален
Ален Шартран (англ. Alaine Chartrand; род. 26 марта 1996, Броквилл) — канадская фигуристка, выступавшая в одиночном катании. Двукратная чемпионка Канады (2016, 2019), бронзовый призёр Гран-при России (2014) и участница чемпионатов мира.
По состоянию на сентябрь 2015 года занимала тринадцатое место в рейтинге Международного союза конькобежцев.

## Карьера

### Ранние годы
Шартран начала заниматься фигурным катанием в 1999 году. В тринадцать лет первый и последний раз она выступила на первенстве Канады среди юниоров, где заняла место в десятке.
На следующий год она дебютировала во взрослом чемпионате страны, а через год (предолимпийский сезон) уже на национальном чемпионате она выиграла бронзовую медаль. Согласно своего возраста она не могла выступать на взрослых соревнований и была отправлена на юниорский чемпионат мира, где замкнула восьмёрку сильнейших.

### Сезон 2013/2014
В следующий олимпийский сезон Ален на национальном чемпионате выступила не совсем удачно, и не вошла в сборную на Олимпийские игры. Однако канадцы на континентальный чемпионат в Тайбэе отправили второй состав. Шартран вошла в сборную третьим номером, но выступила лучше всех соотечественников. При этом она показала свои лучшие достижения в короткой, произвольной программах и сумме. Затем она отправилась в Болгарию на юниорский мировой чемпионат, где сумела удержать квоту двух фигуристок для Канады.

### Сезон 2014/2015
В послеолимпийский сезон Ален стартовала в серии Гран-при. Она очень удачно выступила в Москве на Кубке Ростелекома. Там были улучшены достижения в короткой программе и сумме, и она завоевала бронзовую медаль. При том, что ранее на домашнем этапе она выступила не совсем удачно. Этот сезон пропускала лидер канадской сборной Кэйтлин Осмонд и Шартран считалась лидером; однако на национальном чемпионате она выиграла только серебряную медаль.
На континентальном чемпионате в Сеуле Ален замкнула десятку лучших. Через месяц с небольшим на мировом чемпионате в КНР она выступила очень неплохо и заняла одиннадцатое место. Попала в состав канадской сборной на командный мировой чемпионат, однако канадская команда осталась без медалей на последнем старте сезона.

### Сезон 2015/2016
Новый сезон спортсменка начала в Германии на турнире Небельхорн. Через месяц фигуристка стартовала в Милуоки (США) на этапе серии Гран-при Skate America. Выступление оказалось провальным, она заняла последнее место. Однако уже на следующем этапе в России её выступление было удачным. Она превзошла свои прежние достижения в сумме и короткой программе. В начале следующего года в сложной борьбе сумела впервые стать чемпионкой своей страны. Затем она не совсем удачно выступила на континентальном чемпионате на Тайване. Также не удачно она выступила и в Бостоне на мировом чемпионате, канадская фигуристка не сумела пробиться в число пятнадцати лучших одиночниц.

### Сезон 2016/2017
Новый предолимпийский сезон канадская фигуристка начала дома в Монреале на турнире Autumn Classic International, где она заняла второе место и улучшила свои прежние спортивные достижения в произвольной программе и сумме. В конце октября канадская фигуристка выступала на домашнем этапе Гран-при в Миссиссоге, где на Кубке федерации Канады заняла место в середине турнирной таблице. В конце ноября она выступала на заключительном этапе Гран-при в Саппоро, где выступила не уверенно и заняла предпоследнее место. В январе в Оттаве, на национальном чемпионате она не смогла составить конкуренцию ведущим канадским фигуристкам и завоевала только бронзовую медаль. В феврале 2017 года канадка выступала в Канныне на континентальном чемпионате, где заняла место в конце ведущей дюжины фигуристок. Через два месяца после этого фигуристка была отправлена на командный чемпионат мира, где выступила не совсем удачно.

### Сезон 2017/2018
Новый олимпийский сезон канадская фигуристка начала дома в Монреале, где на турнире Autumn Classic International она выступила уверенно, и финишировала в пятёрке. Через месяц фигуристка стартовала в серии Гран-при на домашнем этапе, где она финишировала предпоследней. Через две недели стартовала в японском этапе серии Гран-при, где финишировала в конце турнирной таблицы. В середине января в Ванкувере на национальном чемпионате фигуристка выступила не совсем удачно, и финишировала рядом с пьедесталом. Учитывая, что перерыв между континентальным чемпионатом и Олимпийскими играми был две недели, канадская федерация отправила на чемпионат четырёх континентов второй состав. В конце января 2018 года в Тайбэе на этом турнире она замкнула восьмёрку лучших фигуристок и оказалась лучшей канадской.

## Техника
Шартран считалась фигуристкой с хорошей технической базой. Гэри Биком — знаменитый хореограф и специалист по скольжению — указывал, что Ален имела отличную технику выполнения прыжков. Первый аксель прыгнула в шесть лет. Тренировала и на соревнованиях предпринимала попытки выполнить тройной аксель, который признаётся одним из самых сложных прыжков в фигурном катании.
Стала первой канадской одиночницей, успешно исполнившей каскад из тройного лутца и тройного тулупа. Прыгала каскады во второй половине выступлений, тем самым пользовалась правилом, по которому они оценивались на десять процентов дороже. В ходе карьеры перестроилась и начала уделять внимание непрыжковым элементам и компонентам программы. Для этого сотрудничала с Гэри Бикомом и Дэвидом Уилсоном.

## Результаты
| Соревнования                | 11/12         | 12/13         | 13/14         | 14/15         | 15/16         | 16/17         | 17/18         | 18/19         |
| Международные               | Международные | Международные | Международные | Международные | Международные | Международные | Международные | Международные |
| --------------------------- | ------------- | ------------- | ------------- | ------------- | ------------- | ------------- | ------------- | ------------- |
| Чемпионат мира              |               |               |               | 11            | 17            |               |               | 23            |
| Четыре континента           |               |               | 7             | 10            | 11            | 11            | 8             | 16            |
| Гран-при Канады             |               |               |               | 7             |               | 5             | 11            | 8             |
| Гран-при России             |               |               |               | 3             | 6             |               |               |               |
| Гран-при США                |               |               |               |               | 12            |               |               | 9             |
| Гран-при Японии             |               |               |               |               |               | 10            | 11            |               |
| Autumn Classic              |               |               |               |               |               | 2             | 5             |               |
| Nebelhorn Trophy            |               |               |               |               | 4             |               |               | 8             |
| U.S. Classic                |               |               |               | 4             |               |               |               |               |
| World Team Trophy           |               |               |               | 4             |               | 4             |               | 5             |
| Международные среди юниоров |               |               |               |               |               |               |               |               |
| Чемпионат мира              |               | 8             | 5             |               |               |               |               |               |
| Гран-при Белоруссии         |               |               | 7             |               |               |               |               |               |
| Гран-при Латвии             |               |               | 4             |               |               |               |               |               |
| Гран-при Хорватии           |               | 6             |               |               |               |               |               |               |
| Гран-при США                |               | 7             |               |               |               |               |               |               |
| Национальные                |               |               |               |               |               |               |               |               |
| Чемпионат Канады            | 9             | 3             | 5             | 2             | 1             | 3             | 4             | 1             |